# Lipa (Czarnogóra)
Lipa (cyr. Липа) – wieś w Czarnogórze, w gminie Cetynia. W 2011 roku liczyła 21 mieszkańców.